# Rene Minkwitz
Rene Minkwitz, pseudonim Wojownik (ur. 7 lutego 1970) – duński strongman.
Jeden z najlepszych duńskich siłaczy. Siedmiokrotny zdobywca tytułu Najsilniejszego Człowieka Danii, w latach 2001, 2002, 2003, 2004, 2005, 2006 i 2007.

## Życiorys
Rene Minkwitz wziął udział pięciokrotnie w indywidualnych Mistrzostwach Świata Strongman, w latach 1999, 2000, 2002, 2003 i 2004. W Mistrzostwach Świata Strongman 2000, Mistrzostwach Świata Strongman 2002, Mistrzostwach Świata Strongman 2003 i Mistrzostwach Świata Strongman 2004 nie zakwalifikował się do finałów.
W Mistrzostwach Europy Strongman 2007 również nie zakwalifikował się do finału.
Dzieci: Christina i Martin.
Wymiary:
- wzrost 191 cm
- waga 145 kg
- biceps 57 cm
- klatka piersiowa 150 cm

Rekordy życiowe:
- przysiad 380 kg
- wyciskanie 250 kg
- martwy ciąg 395 kg

## Osiągnięcia strongman
- 1995
  - 5. miejsce – Mistrzostwa Danii Strongman
- 1997
  - 3. miejsce – Mistrzostwa Danii Strongman
- 1998
  - 2. miejsce – Mistrzostwa Danii Strongman
- 1999
  - 7. miejsce – Mistrzostwa Europy Strongman 1999 (kontuzjowany)
  - 10. miejsce – Mistrzostwa Świata Strongman 1999, Malta (kontuzjowany)
- 2001
  - 6. miejsce – Drużynowe Mistrzostwa Świata Par Strongman 2001
  - 1. miejsce – Mistrzostwa Danii Strongman
- 2002
  - 8. miejsce – Drużynowe Mistrzostwa Świata Par Strongman 2002
  - 8. miejsce – Mistrzostwa Europy Strongman 2002
  - 2. miejsce – Scandinavia’s Strongest Man, Finlandia
  - 1. miejsce – Mistrzostwa Danii Strongman
- 2003
  - 5. miejsce – Puchar Świata Strongman 2003
  - 6. miejsce – Super Seria 2003: Silvonde
  - 1. miejsce – Mistrzostwa Danii Strongman
  - 2. miejsce – Drugie zawody Polska kontra Reszta Świata
- 2004
  - 1. miejsce – Mistrzostwa Danii Strongman
  - 8. miejsce – Mistrzostwa Europy Strongman 2004
  - 7. miejsce – Polska – Skandynawia
- 2005
  - 14. miejsce – Mistrzostwa Europy IFSA Strongman 2005
  - 1. miejsce – Mistrzostwa Danii Strongman
  - 2. miejsce – Grand Prix IFSA Strongman 2005
  - 1. miejsce – Grand Prix IFSA Danii
- 2006
  - 1. miejsce – Mistrzostwa Danii Strongman
  - 12. miejsce – Puchar Świata Siłaczy 2006: Grodzisk Mazowiecki (kontuzjowany)
- 2007
  - 9. miejsce – Puchar Świata Siłaczy 2007: Ryga
  - 12. miejsce – Super Seria 2007: Viking Power Challenge
  - 1. miejsce – Mistrzostwa Danii Strongman
  - 5. miejsce – WSF Puchar Świata 2007: Chanty-Mansyjsk
- 2008
  - 11. miejsce – Super Seria 2008: Viking Power Challenge
  - 6. miejsce – Super Seria 2008: Lysekil